# Salvador del Mundo (1787)
Il Salvador del Mundo fu un vascello di linea spagnolo da 112 cannoni che prestò servizio nella Armada Española tra il 1787 e il 1797. Catturato dagli inglesi durante il corso della battaglia di Capo San Vincenzo fu ridenominato HMS Salvador del Mundo, e rimase in servizio fino al 1815, quando venne demolito.

## Costruzione
Realizzato nei Reales Astilleros de Esteiro di El Ferrol,  sui piani costruttivi elaborati dal tenente generale e ingegnere navale José Joaquín Romero y Fernández de Landa fu uno dei 9 vascelli della classe Meregildos o Santa Ana dal nome della prima unità. Le altre unità della classe erano Santa Ana, Mejicano, Conde de Regla, Real Carlos, San Hermenegildo, Reina María Luisa, Príncipe de Asturias e costituirono il nerbo della flotta spagnola durante le guerre napoleoniche.

## Storia
Il vascello di primo rango Salvador del Mundo fu realizzato presso il cantiere navale di El Ferrol, ed entrò in servizio con un armamento di 112 cannoni disposti nel seguente ordine: 30 cannoni da 36 libbre  nella prima batteria, 32 da 24 nella seconda, 32 da 18 nella terza, 12 da 8 sul cassero e 6 da 8 sul castello di prua.
Nel giugno 1790 la nave entrò a far parte della divisione agli ordini del tenente generale Don José Solano Marchese di Socorro in previsione dello scoppio della guerra con la Gran Bretagna a causa dell'incidente di Nootka. Al comando del Brigadiere Jacinto Ferrero Serrano divenne nave di bandiera del Marchese de Socorro quando fu costituita la squadra navale in previsione della rottura delle relazioni diplomatiche con la Gran Bretagna.

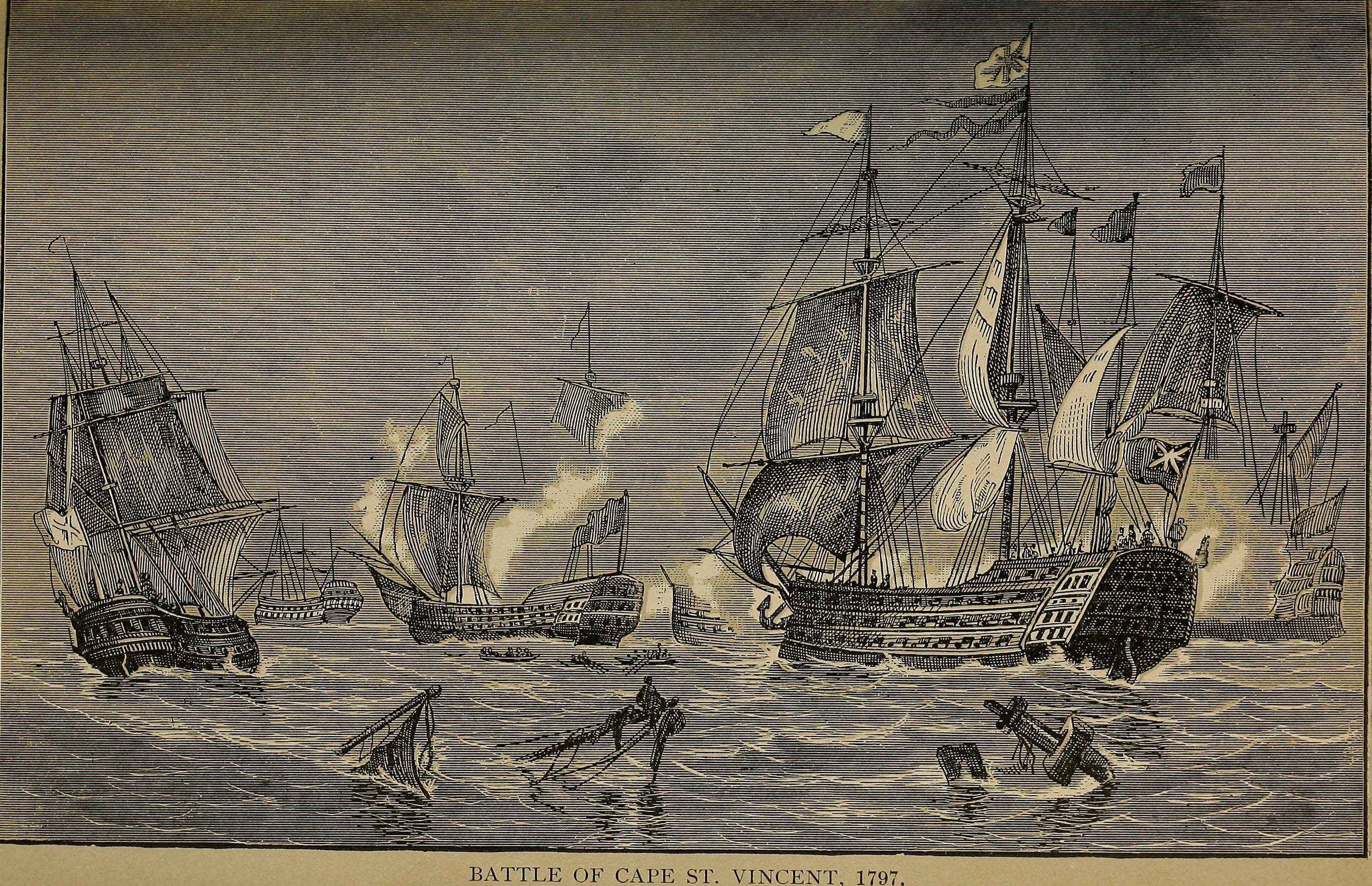
Rappresentazione della battaglia di Capo San Vincenzo del 1797 in un libro di Edward Shippen (1826-1911).

In seguito alla firma del Trattato di San Ildefonso, nell'ottobre 1796 la Spagna dichiarò guerra alla Gran Bretagna e al Portogallo. Assegnato alla 4ª Divisione della 1ª Squadra, ai diretti ordini del comandante della flotta spagnola, tenente generale don José de Córdova y Ramos, il Salvador del Mundo era al comando del Brigadiere Antonio Yepes. Il 14 febbraio 1797, vicino a Capo San Vincenzo l'Esquadra dell'Océano, forte di ventisette vascelli di linea e sette fregate, si scontrò con quella inglese, forte di quindici vascelli di linea, cinque fregate, un brigantino ed una cannoniera, al comando dell'ammiraglio Sir John Jervis patendo una cocente sconfitta. Durante lo scontro il Salvador del Mundo rimase completamente disalberato e fu catturato degli inglesi, il suo comandante Brigadiere Antonio Yepes fu ucciso nel combattimento insieme ad altri 42 uomini dell’equipaggio, mentre ulteriori 124 furono feriti. Al termine del combattimento vennero contati 74 fori di proiettile a livello della linea di galleggiamento.
Arrivato a Plymouth il 10 maggio 1797 entrò in servizio nella Royal Navy il 4 dicembre dello stesso anno con il nome di HMS Salvador del Mundo, al comando del capitano di vascello William Prowse, servendo per tutto il periodo delle guerre rivoluzionarie e di quelle napoleoniche. Dal marzo 1803 all’agosto 1804 fu nave di bandiera dell’ammiraglio Sir John Colpoys, e successivamente del viceammiraglio William Young fino al 1809. L’anno successivo divenne nave di bandiera dell’ammiraglio Sir Robert Calder, e dal 1813 al 1815 del viceammiraglio Sir William Domett. Radiato dal servizio nel febbraio 1815, dopo aver servito per alcuni anni come nave prigione, fu demolito poco tempo dopo.

### Annotazioni
1. ↑  Durante la battaglia di Capo San Vincenzo.
2. ↑  A quel tempo il calibro dei cannoni era indicato in funzione del peso dei proiettili in libbre.

### Fonti
1. 1 2 3 4 5 6 7 8 9  Todo a babor.
2. 1 2  Todo a babor.
3. 1 2 3 4  Colledge, Warlow 2006, p. 308.
4. ↑  Duro 1902, p. 13.
5. ↑  Duro 1902, p. 75.
6. ↑  Duro 1902, p. 82.
7. ↑  Duro 1902, p. 84.
8. ↑  Duro 1902, p. 87.